# Кротков В'ячеслав Дмитрович
В'ячеслав Дмитрович Кротков (нар. 26 серпня 1937 — пом. ?) — радянський футболіст, нападник.

## Життєпис
Перша команда майстрів — СКЧФ (Севастополь) у 1957 році. У тому ж році переїхав до Ленінграда, де виступав за «Авангард» / «Адміралтієць» (1957-1955). У 1960-1961 роках грав за костромський «Спартак» / «Текстильник». Наступні п'ять років провів у складі ленінградського «Зеніту». Закінчив кар'єру 1966 року в «Дніпрі» (Дніпропетровськ).
У 1959 році закінчив ДДОІФК імені П. Ф. Лесгафта.